# Дијагонална матрица
Дијагонална матрица је матрица која ван главне дијагонале садржи нуле. Обично се односи на квадратне матрице, али и остале матрице могу бити дијагоналне. Јединична матрица је такође врста дијагоналне матрице.

## Примери
{\displaystyle {\begin{bmatrix}1&0&0\\0&4&0\\0&0&-2\end{bmatrix}}} {\displaystyle {\begin{bmatrix}1&0&0\\0&4&0\\0&0&-3\\0&0&0\\\end{bmatrix}}}